# سونيك بوم: ريس أف ليريك
سونيك بوم: ريس أف ليريك (بالإنجليزية: Sonic Boom: Rise of Lyric)‏، هي لعبة فيديو أمريكية، وهي من تطوير ستوديو بيغ ريد بوتون، ومن نشر شركة سيغا اليابانية، صدرت اللعبة في الأسواق بتاريخ 29 نوفمبر 2014، وتعمل على منصة وي يو الحصرية.

## روابط خارجية
- سونيك بوم: ريس أف ليريك على موقع IMDb (الإنجليزية)